# Orlando furioso (Vivaldi)
Orlando, RV 728 (o, més comunament en l'època moderna, Orlando Furioso), és una òpera en tres actes d'Antonio Vivaldi sobre un llibret italià de Grazio Braccioli, basat en el poema èpic Orlando furioso de Ludovico Ariosto. L'estrena es va fer la tardor de l'any 1727 al Teatro Sant'Angelo de Venècia.
L'obra alterna àries amb recitatius i està ambientada en una illa en un temps no especificat. La història combina diversos arguments d'Ariosto: des de les gestes d'Orlando fins a la història d'Alcina. Aquesta òpera, poques vegades es representa en l'actualitat.
Vivaldi no és només un prolix i hàbil inventor de melodies enganxoses i d'acrobàcies inversemblants, també és un dramaturg. Orlando furioso n'aporta una demostració i l'eleva al rang dels més grans. Aquesta òpera és molt més que una floritura d'àries sublims i excitants.

## Origen i context
L'òpera va ser sens dubte important en la vida de Vivaldi. Des del moment de la seva primera òpera del 1713 fins a l'última visita a Viena del 1740 i 1741, va ser un dels empresaris i compositors d'òpera més actius del nord d'Itàlia. Encara que mai va ser una estrella del món de l'òpera, va muntar representacions de les seves pròpies obres al Teatro S. Angelo en la seva Venècia natal i va viatjar per a fer produccions en ciutats com Roma, Florència, Milà, Màntua i Verona, així com a Viena i Praga. Vivaldi va afirmar (probablement amb certa exageració) que va compondre 94 òperes, però en varen sobreviure una trentena intactes. De la dotzena que s'han explorat en els temps moderns, potser la més dramàticament satisfactòria sigui Orlando furioso.
El 1516, Ariosto va escriure un poema èpic anomenat Orlando furioso, ple de passió, violència, misteri i màgia. Va ser un èxit immediat i Ariosto es va fer famós, almenys per un temps. Orlando furioso hauria estat un tema familiar per al públic italià. El poema d'Ariosto va ser publicat per primera vegada en la seva forma definitiva el 1532, un any abans de la mort de l'autor, i des de llavors va ser un dels grans èxits de la literatura europea, en un nivell de fama a rivalitzar amb la d'El Quixot. Les històries del paladí Orlando, boig per l'amor no correspost per la princesa Angelica, i per la captura del cavaller Ruggiero per la bruixa Alcina fins que és rescatat per la seva amant Bradamante, varen inspirar una gran quantitat d'òperes durant gairebé cent anys a partir del moment en què Vivaldi es va interessar en ella. Un altre gran compositor, Händel, s'hi va basar fins a tres vegades en la dècada del 1730.
L'èpica d'Ariosto va començar a inspirar òperes a partir de la dècada de 1620, i des de llavors desenes de compositors s'hi han basat. A més de Vivaldi, l'Orlando també va ser tema d'inspiració per a altres compositors com Caccini (La liberazione di Ruggiero dall'isola d'Alcina, 1625), Rossi (Il palazzo incantato, 1642), Lully (Roland. 1685), Scarlatti ( L'Orlando, overo La gelosa pazzia, 1717), Albinoni (Alcina Delusa da Ruggero 1725), Händel (Orlando, 1733; Ariodante,. 1734; Alcina, 1735), Haydn (Orlando Paladino, 1772), Piccinni (Roland, 1778), Méhul (Ariodant, 1799) o Mayr (Ginevra di Scozia, 1801).
El llibret de Braccioli, però, va ser el primer a unir tots els personatges en un sol treball i, per tant, evocar un sentit més complet del món humanista, màgic i heroic (i, sovint amb humor anti-heroic) d'Ariosto.
Orlando furioso se situa gairebé exactament en el punt mitjà de la carrera d'òpera de Vivaldi, però, té les seves arrels en el començament mateix d'aquesta. El 1713 el Teatro Sant'Angelo, del qual Vivaldi n'era l'impresario, és a dir el director, va presentar l'òpera Orlando furioso del compositor Giovanni Alberto Ristori amb llibret de Grazio Braccioli (núm. de catàleg Ryom: RV Anh. 84). Donat l'èxit d'aquest treball, Vivaldi va compondre l'any següent una òpera sobre el mateix personatge (inspirat en Orlando innamorato de Matteo Boiardo) amb un nou llibret de Grazio Braccioli, Orlando finto pazzo (RV 727), que probablement no va tenir èxit, tot i que això no se sap de forma certa.
Ràpidament, Vivaldi va decidir reemplaçar l'Orlando furioso de Ristori per una composició que s'emmotllés a nous intèrprets. Així es va presentar a la fi de 1714 el primer Orlando furioso escrit per Vivaldi, encara que la seva contribució va ser només parcial. Probablement estimulat pel fracàs del seu Orlando finto pazzo, Vivaldi va decidir reprendre el tema d'Orlando furioso una dècada més tard. Representacions d'un nou Orlando furioso amb noves àries escrites per Vivaldi van ser esmentats a Praga i Breslau el 1724 i el 1725.
Clarament Vivaldi estava aprenent les realitats del seu negoci ràpid, i des d'aquest moment no hi va haver gairebé cap any en el qual no produís almenys una nova obra operística. El 1726, per tant, era un veterà amb gairebé trenta òperes estrenades quan va assumir la gestió permanent del Sant'Angelo i es va embarcar en una explosió creativa de quatre òperes per al teatre en menys de divuit mesos. Per a la tercera va tornar al llibret que havia fet servir no només Ristori, sinó també almenys altres tres compositors des de llavors. Finalment, el 1727 es va fer la primera representació d'Orlando furioso en la seva versió coneguda avui, però sota el títol d'Orlando. El llibret de Grazio Braccioli de 1713 va ser pres en gran part per als recitatius mentre que la majoria de les àries són diferents. Part d'aquestes últimes ja es poden trobar en òperes anteriors com Orlando finto pazzo o Farnace, que també daten del 1727. L'autor dels canvis al llibret és desconegut.

## Representacions
Hi ha poca informació sobre la recepció d'aquesta versió de 1727 en el seu conjunt. Sembla cert, però, que les àries van ser molt reeixides com ho demostra la recuperació que en va fer Vivaldi lleugerament modificades en òperes posteriors com Atenaide (Florència, 1729), o Semiramide (Màntua, 1732). Igual que la resta d'òperes de Vivaldi, Orlando Furioso va experimentar un llarg període d'oblit que va durar més de dos segles. El primer enregistrament es va aconseguir el 1978 sota la direcció de Claudio Scimone. L'interès que li va portar Cecilia Bartoli el 1998 i el recent enregistrament pel segell Naïve de les gairebé 450 obres de Vivaldi, la majoria mai escoltades d'ençà del segle xviii, han recuperat totalment l'interès per Orlando furioso, en la interpretació de l'Ensemble Matheus dirigit per Jean-Christophe Spinosi.

## Argument
L'acció té lloc a l'illa de la sacerdotessa Alcina, un lloc encantat del qual s'ha apoderat en robar les cendres de Merlí. Alcina ha ofert l'hospitalitat del seu palau a la bella Angelica, que està enamorada de Medoro però perseguida pel paladí Orlando. Quan comença el drama Orlando ha rebut l'encàrrec de destruir el poder de Alcina i Medoro acaba d'arribar a l'illa. Orlando descobreix Angelica i Medoro junts, però la seva gelosia ràpidament es transformen en agraïment a causa de les estratagemes de la sacerdotessa. Angelica acaba el treball mostrant la seva admiració per Orlando amb una fingida declaració d'amor que desperta la gelosia de Medoro. Llavors Alcina sedueix Ruggiero, amic d'Orlando, oferint-li per beure una poció d'amor. Arriba a l'illa Bradamante, la dona de Ruggiero, però aquest, encisat, no la reconeix. L'encís es trenca aviat i Ruggiero demana en va el perdó de la seva estimada.
Amb l'ajuda d'Alcina, Angelica persuadeix a Orlando perquè escali un precipici encantat, on l'heroi acaba atrapat en una cova sense sortida. Mentrestant Bradamante i Ruggiero es reconcilien quan Angelica i Medoro estan celebrant el seu casament sota la mirada protectora i envejosa d'Alcina. Orlando arriba després d'haver trobat una manera d'escapar de la caverna encantada. En veure la parella de nuvis Orlando queda fora de si. Llavors descobreix l'estàtua de Merlín a la qual besa al confondre-la amb Angelica. L'encanteri sobre l'illa d'Alcina es trenca immediatament. La derrotada Alcina fuig planejant una terrible venjança, mentre Orlando que ha tornat en si mateix perdona Angelica i beneeix la seva unió amb Medoro.

## Anàlisi musical
El dramma per musica Orlando Furioso és una síntesi entre la tradició operística veneciana i l'acostament cada vegada més innovador del compositor. Amb el llibret de Braccioli, que condensa els temes d'Ariosto, l'òpera de Vivaldi no és només brillant, sinó un penetrant retrat psicològic. L'elenc està dominat per veus femenines (Vivaldi va triar la contralt Lucia Lancetti per al paper d'Orlando, en comptes d'un castrato), que confereixen un color molt especial a la partitura, especialment a una de les més memorables músiques de Vivaldi, l'ària Sorge l'irato nembo.
L'òpera de Vivaldi segueix el típic format italià del segle xviii en el qual les àries orquestrals que exploren les emocions dels personatges s'intercalen amb recitatius en forma de diàleg que ajuden a entendre el desenvolupament de l'acció. Les àries presenten una varietat adequada d'estats d'ànim, des de l'agressivitat heroica d'Orlando a Nel profondo (acte I) fins a la nitidesa de la ira de Bradamante a Taci, non ti lagnar (acte II), i des del virtuosisme de Medoro a Rompi i ceppi (acte I) als solos de flauta sensualment intermitents que acaricien el malalt d'amor Ruggiero a Sol da te, mio dolce amore (acte I). En altres llocs hi ha tocs descriptius notables de l'orquestra que coincideixen amb la brillantor imaginativa de Les quatre estacions, incloent fletxes volant a Troppo è fiero, il Nume Arciero (acte I) i el creixement de núvols a Sorge, l'irato nembo (acte II). Encara que solen ser bastant curtes, les àries tendeixen a reflectir l'estil melòdic relaxat dels concerts de la dècada del 1720 de Vivaldi, però n'hi ha que algunes que són –com la d'Astolfo Benché nasconda o la d'Angelica Chiara al pari di lucida stella(totes duess de l'acte II)– que mostren la influència de la forma napolitana més recent, vocalment més elegant, que escombrava l'òpera europea en el moment.
Com és habitual en Vivaldi, els recitatius mostren una sensibilitat per al text, amb un realisme i una versatilitat dramàtica convincent: l'escena en la qual Orlando es troba atrapat en la cova en l'acte II s'efectua íntegrament amb baix continu (l'anomenat recitatiu secco), mentre que l'orquestra afegeix potència i pes a Alcina mentre invoca el poder de l'infern en l'inici de l'acte III. Orlando en l'escena de la bogeria del final de l'acte II, naturalment proporciona les oportunitats dramàtiques més riques, però que Vivaldi realitza en una barreja convincent però fracturada de recitatiu secco i arioso orquestralment acompanyat.